# ژاکوب میلمن
ژاکوب میلمن (انگلیسی: Jacob Millman) (زادهٔ ۱۹۱۱ در نوووهراد-وولینسکیی، اوکراین تا ۱۹۹۱ در لانگبوت کی، فلوریدا) استاد مهندسی برق دانشگاه کلمبیا بود. وی مدرک دکترای خود را از مؤسسه فناوری ماساچوست در سال ۱۹۳۵ اخذ کرده بود.
نظریهٔ میلمن از کارهای مهم اوست. همچنین وی مفتخر به دریافت مدال تحصیلات مؤسسه مهندسان برق و الکترونیک نیز شده بود.